# CONCACAF-óriások kupája
A CONCACAF-óriások kupája (angolul: CONCACAF Giants Cup) egy a CONCACAF által kiírt nemzetközi labdarúgótorna volt, amit mindössze egyetlen alkalommal, 2001-ben rendeztek meg. A Kupagyőztesek CONCACAF-kupája helyett hozták létre.
A sorozatban Észak- és közép-amerikai csapatok vettek részt.

## Kupadöntők
| Év   | Győztes | 2. helyezett |
| ---- | ------- | ------------ |
| 2001 | América | D.C. United  |